# Roman Lob
Roman Lob (Düsseldorf, 2 luglio 1990) è un cantante tedesco. Egli è anche leader dei Rooftop Kingdom, una rock band nata a Neuwied.

## Biografia
Roman all'età di 16 anni, nel 2006, ha preso parte al talent show Deutschland sucht den Superstar, e nel 2008 ha provato insieme ai G12P a rappresentare la Germania all'Eurovision Song Contest 2008 senza successo. Nel 2012 ha preso parte ad Unser Star für Baku riuscendo a vincere ed aggiudicandosi così la possibilità di rappresentare il suo paese all'Eurovision con la canzone Standing Still.

## Vita privata
È stato ufficialmente fidanzato con l'attrice Aglaja Brix (2008).

## Discografia

### Album studio
- 2012: Changes

### Singoli
- 2012: Standing Still
- 2012: Alone
- 2012: Conflicted